# آنتسوها (ماندریتسارا)
آنتسوها (به لاتین: Antsoha) یک منطقهٔ مسکونی در ماداگاسکار است که در ماندریتسارا واقع شده‌است. آنتسوها ۱۱٬۰۰۰ نفر جمعیت دارد و ۴۸۳ متر بالاتر از سطح دریا واقع شده‌است.